# Valer Toma
Valer Toma, né le 26 novembre 1957 à Padina, est un rameur d'aviron roumain. 

## Carrière
Valer Toma participe aux Jeux olympiques de 1984 à Los Angeles et remporte la médaille d'or avec le deux sans barreur roumain en compagnie de Petru Iosub.